# Creolandreva brachyptera
Creolandreva brachyptera är en insektsart som beskrevs av Hugel 2009. Creolandreva brachyptera ingår i släktet Creolandreva och familjen syrsor. Inga underarter finns listade i Catalogue of Life.